# Sopot (Bulharsko)
Sopot (bulharsky Сопот) je město ve středním Bulharsku, v Karlovské kotlině, jedné ze Zabalkánských kotlin. Žije tu přibližně 8 400 obyvatel.
Jedná se o správní středisko stejnojmenné obštiny v Plovdivské oblasti.

## Historie
Jde o jedno z nejstarších trvale osídlených míst v Bulharsku, a to zhruba po 3 tisíciletí. Podle Konstantina Jirečka pochází jméno ze staroslověnského slova „sopotъ“ značícího potok nebo vodní kanál. Proto bývá město spojováno s pevností Potuka, která je zmíněna v životopisu svatého Michala Voina z 10. století. Ze 14. století je doložen název Akçe Klisa. Trvalý spor s Karlovem o hranici na významné obchodní cestě byl rozhodnut v roce 1633, nicméně dominance Karlova v oblasti nastala až na přelomu 18. a 19. století, kdy byl Sopot opakovaně popleněn kardžalijskými nájezdníky. V období komunistické nadvlády se nakrátko (1950 – 1965) jmenovalo Vazovgrad (Вазовград).

## Obyvatelstvo
K 15. září 2024 ve městě žilo 8 409 obyvatel a bylo zde trvale hlášeno 9 285 obyvatel. Podle sčítání 1. února 2011 bylo národnostní složení následující:
- Bulhaři: 7 669 (96.2 %)
- Romové: 145 (1.8 %)
- Turci: 20 (0.3 %)
- ostatní[p 2]: 139 (1.7 %)